# Loris Capirossi
Loris Capirossi (ur. 4 kwietnia 1973 w Bolonii) – włoski motocyklista, zdobywca tytułu mistrza świata w klasie 125 cm³ (1990 i 1991) i 250 cm³ (1998).

## Kariera sportowa
Loris Capirossi został mistrzem świata w klasie 125 cm³ po raz pierwszy w wieku 17 lat (jest najmłodszym mistrzem świata w historii całego cyklu i do tej pory tego rekordu nikt nie pobił), przed awansem do klasy 250 cm³ w 1992 roku zdobył tytuł po raz drugi. Włoch stanął na podium 16 razy, wliczając w to 7 zwycięstw i przeszedł w 1995 do Hondy, do klasy 500 cm³. Tam zdobył tytuł "Rookie Of The Year" (Nowicjusz Roku). Pierwsze zwycięstwo w klasie 500 cm³ Capirossi odniósł na motocyklu Yamaha w 1996. W 1997 powrócił z Aprilią do klasy 250 cm³, zdobywając tytuł mistrzowski. Po nieudanej próbie obrony tytułu dołączył do zespołu Sito Ponsa, dosiadając Hondy NSR500 w klasie 500 cm³. W ciągu trzech sezonów spędzonych w zespole West Honda Pons Capirossi raz zwyciężył i 15 razy znalazł się na podium.
W 2003 roku przeszedł do zespołu Ducati (powracającego po 30 latach przerwy do MotoGP). Zajął 5-krotnie miejsce na podium i 4. miejsce w klasyfikacji generalnej. W 2004 roku Ducati radykalnie zmieniło motocykl, a Capirossi zajął dopiero 9. miejsce w klasyfikacji końcowej. 2005 rok to trudny początek sezonu zakończony dwoma triumfami i ostatecznie 6. miejscem. W sezonie 2006 partnerem Lorisa w zespole Marlboro Ducati był Sete Gibernau. Pierwszy wyścig o GP Hiszpanii na torze Jerez Capirossi wygrał i długo prowadził w klasyfikacji generalnej, jednak podczas GP Katalonii uczestniczył w niebezpiecznym wypadku, w którym brało udział aż sześciu kierowców. Na początku wyścigu, na prostej start-meta, w motocyklu Sete Gibernau zablokowało się przednie koło, po czym pojazd wzbił się w powietrze, uderzając motocykl Lorisa i rozpoczynając tym samym karambol, w którym brali udział między innymi Marco Melandri, Daniel Pedrosa, John Hopkins oraz Randy de Puniet. Capirossi stracił przytomność, a Gibernau złamał obojczyk. Capirossiego z obrażeniami wewnętrznymi przewieziono do szpitala. Następstwem tego wypadku były słabe rezultaty motocyklisty w cyklu Grand Prix.
Capirossi po kontuzji powrócił do wyścigów, wygrywając ze znaczną przewagą GP Czech na torze położonym w okolicach Brna. Prowadził cały wyścig i na mecie wyprzedził o prawie 5 sekund Valentino Rossiego i ponad 8 sekund Daniego Pedrosę. W kolejnym wyścigu o Grand Prix Malezji przegrał jedynie o długość motocykla z Valentino Rossim, a wyczyn z Brna powtórzył w Grand Prix Japonii i podobnie jak w Brnie, nad Rossim uzyskał ponad 5 sekund przewagi, a nad Marco Melandrim ponad 8 sekund. Ostatni wyścig w sezonie 2006 ukończył na drugim miejscu, przed kolegą z zespołu, Troyem Baylisem (mistrz świata w klasie [Superbike] z roku 2001 i 2006), co dało Capirossiemu w rezultacie trzecie miejsce w klasyfikacji końcowej mistrzostw świata.
Do Capirossi należy statystyczny rekord rozbieżności lat w stosunku do wygrywania wyścigów. Swój pierwszy wyścig wygrał podczas GP Wielkiej Brytanii w 1990 roku, a swój dotychczas ostatni podczas GP Japonii w roku 2007, co daje ponad 17 lat.
6 listopada 2011 roku zakończył karierę, występując w wyścigu o Grand Prix Walencji.

## Statystyki

### Poszczególne sezony
| Sezon | Klasa   | Motocykl      | Zespół        | Wyścig | Zwycięstwa | Podium | Pole | NO | Pkt  | Poz | Mistrzostwo Świata |
| ----- | ------- | ------------- | ------------- | ------ | ---------- | ------ | ---- | -- | ---- | --- | ------------------ |
| 1990  | 125 cm³ | Honda RS125   |               | 14     | 3          | 8      | 0    | 0  | 182  | 1   | 1                  |
| 1991  | 125 cm³ | Honda RS125   |               | 13     | 5          | 12     | 5    | 4  | 200  | 1   | 1                  |
| 1992  | 250 cm³ | NSR250        |               | 13     | 0          | 0      | 0    | 0  | 27   | 12  | –                  |
| 1993  | 250 cm³ | NSR250        |               | 14     | 3          | 7      | 7    | 5  | 193  | 2   | –                  |
| 1994  | 250 cm³ | NSR250        |               | 14     | 4          | 9      | 5    | 5  | 199  | 3   | –                  |
| 1995  | 500 cm³ | Honda NSR500  | Team Pileri   | 12     | 0          | 1      | 0    | 0  | 108  | 6   | –                  |
| 1996  | 500 cm³ | Yamaha YZR500 | Rainey-Yamaha | 15     | 1          | 2      | 0    | 0  | 98   | 10  | –                  |
| 1997  | 250 cm³ | Aprilia RS250 |               | 14     | 0          | 3      | 1    | 2  | 116  | 6   | –                  |
| 1998  | 250 cm³ | Aprilia RS250 |               | 14     | 2          | 9      | 8    | 3  | 224  | 1   | 1                  |
| 1999  | 250 cm³ | Honda RS250   |               | 15     | 3          | 9      | 2    | 3  | 209  | 3   | –                  |
| 2000  | 500 cm³ | Honda NSR500  | Sito Pons     | 16     | 1          | 4      | 1    | 1  | 154  | 7   | –                  |
| 2001  | 500 cm³ | Honda NSR500  | Sito Pons     | 16     | 0          | 9      | 4    | 1  | 210  | 3   | –                  |
| 2002  | MotoGP  | Honda NSR500  | Sito Pons     | 14     | 0          | 2      | 0    | 0  | 109  | 8   | –                  |
| 2003  | MotoGP  | Ducati GP3    | Ducati Corse  | 16     | 1          | 6      | 3    | 1  | 177  | 4   | –                  |
| 2004  | MotoGP  | Ducati GP4    | Ducati Corse  | 16     | 0          | 1      | 0    | 1  | 117  | 9   | –                  |
| 2005  | MotoGP  | Ducati GP5    | Ducati Corse  | 15     | 2          | 4      | 3    | 1  | 157  | 6   | –                  |
| 2006  | MotoGP  | Ducati GP6    | Ducati Corse  | 17     | 3          | 8      | 2    | 5  | 229  | 3   | –                  |
| 2007  | MotoGP  | Ducati GP7    | Ducati Corse  | 18     | 1          | 4      | 0    | 0  | 166  | 7   | –                  |
| 2008  | MotoGP  | Suzuki GSV-R  | Suzuki MotoGP | 16     | 0          | 1      | 0    | 0  | 118  | 10  | –                  |
| 2009  | MotoGP  | Suzuki GSV-R  | Suzuki MotoGP | 17     | 0          | 0      | 0    | 0  | 110  | 9   | –                  |
| 2010  | MotoGP  | Suzuki GSV-R  | Suzuki MotoGP | 16     | 0          | 0      | 0    | 0  | 44   | 16  | –                  |
| 2011  | MotoGP  | Ducati GP11   | Pramac Racing | 13     | 0          | 0      | 0    | 0  | 43   | 17  | –                  |
| Total |         |               |               | 328    | 29         | 99     | 41   | 32 | 3190 |     | 3                  |